# Kallmuth
Kallmuth ist ein Stadtteil von Mechernich im Kreis Euskirchen in Nordrhein-Westfalen.

## Geografie
Das Dorf liegt westlich von Lorbach und östlich von Scheven, Gemeinde Kall. Nördlich von Kallmuth erhebt sich der Pflugberg.
In Kallmuth entspringt der Kallmuther Bach, der den Ort in südöstlicher Richtung verlässt und sich bei Vollem mit dem Urfeyer Bach zum Veybach vereinigt und als solcher in Euskirchen in die Erft mündet.

## Geschichte
Die Gemarkung Kallmuth ist reich an Funden und Befunden aus der Römerzeit, die auf eine römische Besiedlung der Gemarkung hinweisen.
So wurde auch die römische Eifelwasserleitung, die von der Quellfassung am Grünen Pütz in der Gemarkung Nettersheim über die Wasserscheide in Kall zum Klausbrunnen verläuft, im Süden des Dorfes und außerhalb von Kallmuth mehrmals angetroffen.
Bereits 1285 wird ein Ritter von Kallmuth in einer Urkunde genannt.
In der frühen Neuzeit besaß die adlige Familie von Fremersdorf, genannt Pützfeld, die Burg Kallmuth.
Bis zur französischen Besetzung des Rheinlandes im Jahre 1794 gehörte Kallmuth zum Erzstift Köln.
Am 1. Juli 1969 wurde Kallmuth nach Mechernich eingemeindet.

### Wappen
| Wappen der früheren Gemeinde Kallmuth | Blasonierung: „Unter silbernen (weißen) Schildhaupt, darin ein durchgehendes schwarzes Kreuz, gespalten, vorn in Grün drei 2:1 gestellte silberne (weiße) Muscheln, je überhöht von einem schwarzen Dreipass; hinten in Silber (Weiß) drei schräglinke 2:1 gestellte schwarze Hämmer.“ |
| Wappen der früheren Gemeinde Kallmuth | Wappenbegründung: Das Kreuz entstammt dem Wappen des früheren Landesherrn Kurköln, die Muscheln entstammen dem Wappen der Herren von Metternich, welche große Besitzgüter in der Gemeinde hatten. Die Hämmer stehen für den früheren Abbau von Bleierz im Ortsgebiet.                  |

## Sehenswürdigkeiten

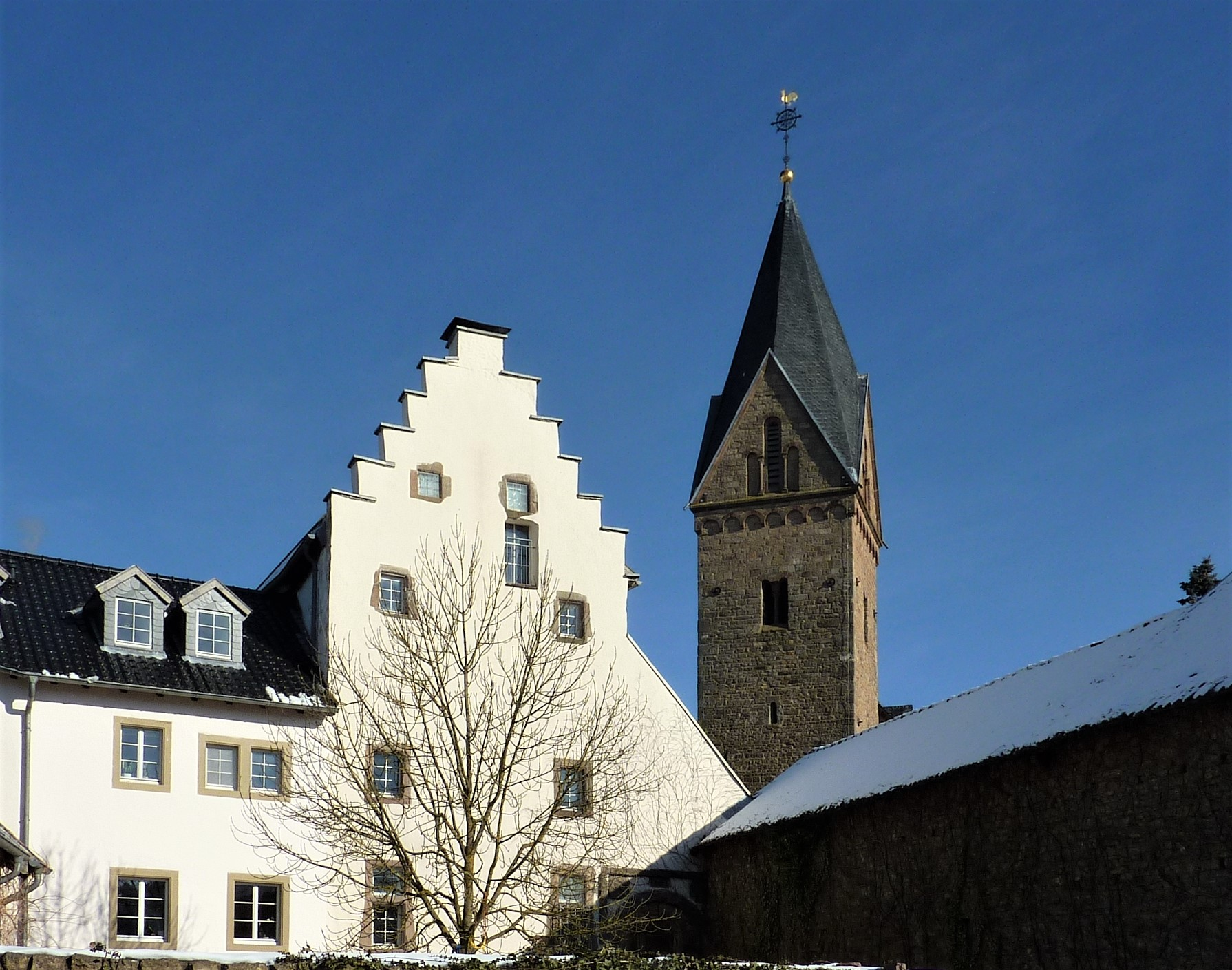
St. Georg, Kallmuth

### Burg Kallmuth
Das Burghaus aus dem späten Mittelalter steht auf noch älteren Fundamenten und Kellergewölben. Man betritt das Gebäude, das einen Stufengiebel hat, durch ein Rundbogenportal. Burg und Dorfbrunnenanlage sind wiederhergestellt. Die Burg ist heute in Privatbesitz und zu einer Wohnanlage ausgebaut worden.

### St.-Georgs-Kirche
Die Kirche stammt aus den Jahren 1888/89 und hat einen Turm, der im 13. Jahrhundert errichtet wurde.

### Brunnenstube Klausbrunnen

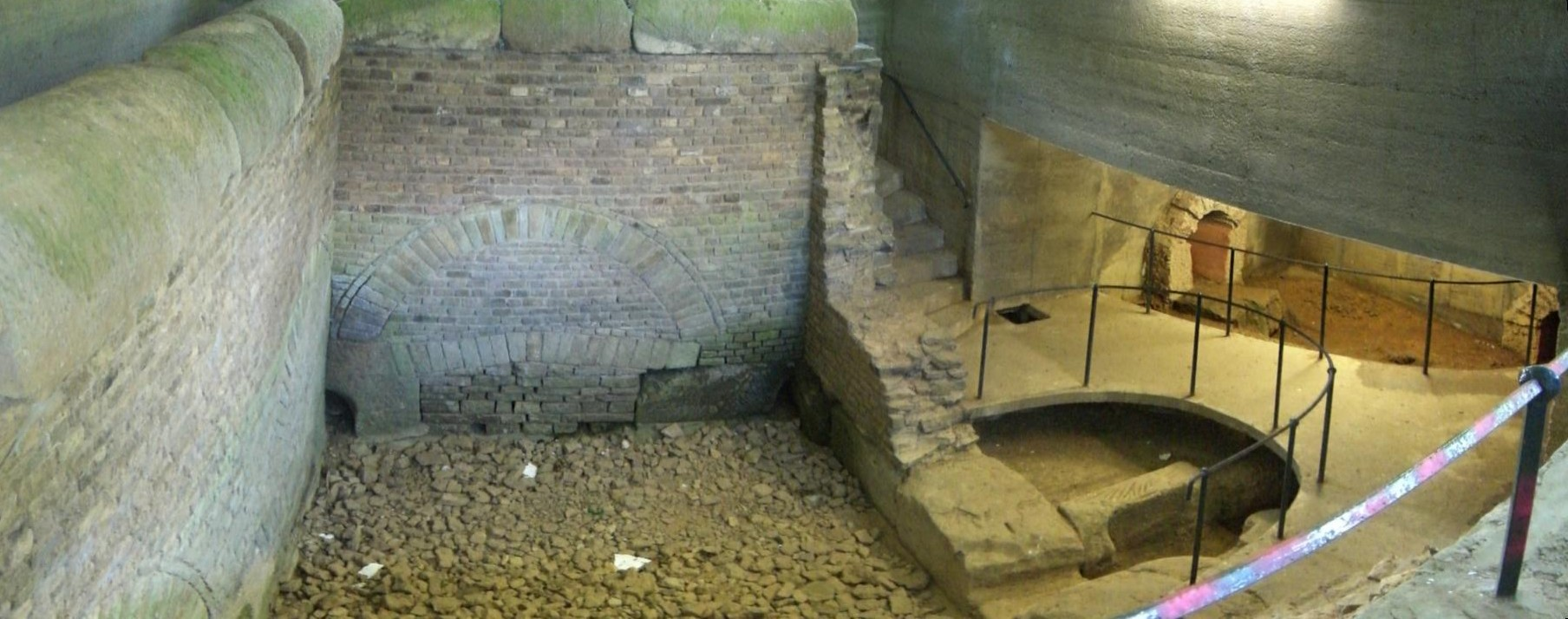
„Römische Brunnenstube“, Panoramablick über Speicherbecken und Leitungen

Das bedeutendste römische Gebäude in der Gemarkung Kallmuth ist der Klausbrunnen. Er ist eine Quellfassung der römischen Eifelwasserleitung, die der Versorgung der Colonia Claudia Ara Agrippinensium, des antiken Köln diente.

### Naturschutzgebiet Kallmuther Berg
Das Gebiet entstand auf dem Gelände eines Ende des Jahres 1957 stillgelegten Tagebaus zum Abbau von Bleierz. Nachdem der Tagebau Bachrevier der Mechernicher Erzlagerstätte 1936 ausgelaufen war, begann die Abteufung des Westschachts durch die Preussag 1938 im so genannten Westfeld. Ursprünglich sollte der Tagebau in Richtung Kallmuth vorgetrieben werden, die Anlage wurde jedoch nach der Schließung ab 1958 demontiert.

## Kultur
- Alljährlich am 1. Mai findet im Kallmuth eine Prozession zu Pferde statt, der St.-Georgs-Ritt.[9]
- Im Sommer 2007 wurden hier Teile der ARD Krimi-Comedy-Serie Mord mit Aussicht gedreht, das Kallmuther Bürgerhaus diente als Polizeirevier.

## Verkehr
Durch den Ort verläuft von Scheven kommend und nach Lorbach führend die Kreisstraße 28, und von Dottel über Kallmuth und Vollem nach Eiserfey die Kreisstraße 32.
Die VRS-Buslinie 826 der Firma Karl Schäfer Omnibusreisen verbindet den Ort mit Kalenberg und Mechernich. Die Fahrten verkehren überwiegend als TaxiBusPlus im Bedarfsverkehr. Zusätzlich verkehren einzelne Fahrten der auf den Schülerverkehr ausgerichteten Linie 827.
| Linie | Betreiber        | Verlauf |
| ----- | ---------------- | --- |
| 826   | Kreis EU/Schäfer | MiKE (außer im Schülerverkehr): Kalenberg / (Kall Bf – Keldenich – Dottel) – Kallmuth – Lorbach – Bergheim – (Vollem ← Vussem ← Breitenbenden ←) Mechernich Stiftsweg – Mechernich Bf |
| 827   | Schäfer          | Zingsheim – Weyer – Dreimühlen – Eiserfey – Vollem – Urfey – Kallmuth – Lorbach – Bergheim – (Holzheim → Harzheim →) Vussem – Breitenbenden – Mechernich Stiftsweg – Mechernich Bf    |